# Хрисип
Хрисип из Солија (грч. Χρύσιππος ὁ Σολεύς; 280.-207. п. н. е.) је био грчки стоички филозоф, рођен око 280. п. н. е.; ученик Зенонов.
Био је ученик Клеанта, кога је око године 230. п. н. е. наследио као трећи по реду вођа стоичке школе. Био је познат као изузетно плодан писац. У својим радовима је проширио темеље теорије Зенона из Китијума, оснивача школе. Због тога се сматра Другим оцем стоицизма, и једним од најзаслужнијих за то да је управо стоицизам неколико векова био међу најутицајнијим филозофским покретима грчко-римског света.